# Kawasaki KH-4
Der Kawasaki KH-4 war ein Mehrzweckhubschrauber des japanischen Herstellers Kawasaki Heavy Industries, der aus der Bell 47 weiterentwickelt wurde.

## Geschichte und Konstruktion
Der KH-4 war eine Weiterentwicklung der von Kawasaki seit 1952 in Lizenz gebauten Bell 47. Der auffälligste Unterschied zwischen dem KH-4 und seinem Vorgänger war die neue vollständig geschlossene, vergrößerte Kabine, die über herausnehmbare Seitentüren verfügte und Platz für drei Passagiere auf einer Sitzbank hinter dem Pilotensitz bot. Der Hubschrauber war mit neuer Steuerung, überarbeiteter Instrumentierung und größeren Tanks ausgerüstet.
Insgesamt wurden 211 KH-4 produziert, darunter vier, die aus bestehenden Bell 47G umgebaut wurden. Der Großteil wurde von zivilen Betreibern gekauft, einige Hubschrauber auch durch die japanischen und thailändischen Streitkräfte erworben.

## Militärische Nutzung
- Japan
- Thailand

## Technische Daten
| Kenngröße             | Daten                                           |
| --------------------- | ----------------------------------------------- |
| Besatzung             | 1                                               |
| Passagiere            | 3                                               |
| Länge                 | 9,93 m                                          |
| Hauptrotordurchmesser | 11,32 m                                         |
| Höhe                  | 2,84 m                                          |
| Hauptrotorfläche      | 100,6 m²                                        |
| Leermasse             | 816 kg                                          |
| max. Startmasse       | 1293 kg                                         |
| Reisegeschwindigkeit  | 140 km/h                                        |
| Höchstgeschwindigkeit | 159 km/h                                        |
| Dienstgipfelhöhe      | 5640 m                                          |
| Reichweite            | 400 km                                          |
| Triebwerke            | 1 × Kolbenmotor Lycoming TVO-435-B1A mit 200 kW |